# قپلانتو
قَپلانتو روستایی از توابع بخش زیویه در شهرستان سقز است که در استان کردستان ایران قرار دارد.
نام قپلانتو واژه‌ای ترکی و به معنای «کنام پلنگان» است. نام قافلانکوه هم که شکل قدیمی‌تر آن قپلانتو بوده با همین نام هم‌ریشه است.

## جمعیت
این روستا در دهستان گل‌تپه واقع شده و براساس سرشماری عمومی نفوس و مسکن (۱۳۸۵)، جمعیت آن ۷۱۵ نفر (۱۸۴ خانوار) بوده‌است.